# شارلی-سور-مارن
شارلی-سور-مارن (به فرانسوی: Charly-sur-Marne) یک کمون در فرانسه است که در انه واقع شده‌است.

## خصوصیات
شارلی-سور-مارن ۲۰٫۵۲ کیلومترمربع مساحت و ۲٬۶۷۷ نفر جمعیت دارد و ۶۳ متر بالاتر از سطح دریا واقع شده‌است.